# Tillaea
Tillaea es un género con dos especies de plantas con flores perteneciente a la familia Crassulaceae.   Comprende 102 especies descritas y de éstas, solo 2 son aceptadas.

## Descripción
Son pequeñas hierbas anuales o perennes. Las raíces fibrosas. Tallo cilíndrico, erecto o ascendente, ramificado, a veces estoloníferas en la base. Hojas opuestas, sésiles, unidos en la base, planos o cilíndricos. Inflorescencia axilar o terminal, cimosa. Flores diminutas, bisexuales, 3-5-rosos.  Corola de color blanco, verdoso, rosado, amarillo o rojo, a veces más cortas que los sépalos. Estambres en un verticilo, en mayor número y más pequeños que los pétalos. Carpelos libre, estilo corto. Folículos 1-muchos sin semillas.

## Taxonomía
El género fue descrito por Carlos Linneo y publicado en  Species Plantarum 1: 128. 1753. La especie tipo es: Cremnophila nutans

## Especies aceptadas
A continuación se brinda un listado de las especies del género Tillaea aceptadas hasta enero de 2014, ordenadas alfabéticamente. Para cada una se indica el nombre binomial seguido del autor, abreviado según las convenciones y usos.
- Tillaea likiangensis H. Chuang
- Tillaea verticillaris DC.